# Fekete Zoltán (színművész)
Fekete Zoltán (Debrecen, 1967. december 8. –) magyar színész, szinkronszínész.

## Életpálya
Gyermekkorától kezdve vonzotta a színészet, a színház. Általános iskolásként csatlakozott a Várhidi Attila vezette Alföld Gyermekszínpadhoz, majd a Főnix diákszínpadhoz, ahol 5 éven keresztül játszott. Itt ismerkedett meg a színjátszás alapjaival. Ezzel a csapattal nemcsak szülővárosában, Debrecenben, hanem az egész országban rendszeresen tartottak előadásokat. A Pál utcai fiúk első musicalváltozatában Nemecseket, majd később Kolnayt, a Golding regényéből készült A Legyek Ura magyarországi ősbemutatóján pedig Röfit alakította. A Lázár Ervin mesejátékaiból készült összeállítást a Magyar Televízió is rögzítette. Az iskola és a fellépések mellett majdnem minden estéjét a debreceni Csokonai Nemzeti Színházban töltötte, és nemsokára már a színpadán is bemutatkozhatott. Gali László direktor több rendezésében is közreműködött.
A hajdúböszörményi Bocskai István Gimnáziumban érettségizett, majd felvételt nyert a budapesti Arany János Színház Színészképző stúdiójába. Intenzív három esztendő következett, hiszen amellett, hogy fellépett a színház produkcióiban, kisebb-nagyobb szerepekben, mozgás, beszéd, ének, tánc és színészmesterség oktatásban is részesült. Tanárai többek között Korcsmáros György, Gyabronka József, Szabados Zsuzsa, Puskás Tivadar, Csankó Zoltán, Móger Ildikó, Juhász Anikó, Hajas Kiss Anikó voltak. A három év elteltével sikeres előadóművészi vizsgát tett az Országos Filharmóniánál, és megszerezte a gyakorlatos színészi (Színész 3) képesítést.
Meghallgatásra jelentkezett az ország akkor leghíresebb, musicaleket és rockoperákat játszó társulatához, a budapesti Rock Színházhoz. Itt az előadások mellett a művészeknek a színház folyamatos képzést biztosított, énektanára Szarka György volt, a klasszikus, és jazz-balettel is megismerkedett Pattantyús Anikó, illetve Bakó Gábor mesterek vezetésével. A hangképzésben Vályi Éva segítette, tőle vett magánórákat. 3 év társulati tagság után, 1992-ben a Magyar Színész Kamarától ideiglenes színész (Színész 2) képesítést kapott. Közben egy előadáson felfigyelt rá Rehorovszky Béla neves szinkronrendező, és a kezdeti pár mondatos szinkronszerepek után hamarosan az egyik legfoglalkoztatottabb magyar hanggá vált.
A szinkronban dramaturgként is bizonyított, sok sorozat és játékfilm magyar szövegkönyve fűződik a nevéhez. Ugyanakkor mesekönyvek, számítógépes játékok magyar változatának elkészítésében is közreműködött.
A végleges színész (Színész 1) minősítést 1995-ben nyerte el a Magyar Színész kamarától a Sakk című musicalben Walter de Coursey szerepének megformálásáért. A bizottságban jelen volt Barta Mária, Galambos Erzsi, Pálos Zsuzsa, Géczy Dorottya és Papadimitriu Athina. A Rock Színház megszűnését követően nyugat-európai (Németország, Svájc, Hollandia) turnén vett részt a Dorian Gray című musicallel. Szabadúszóként több produkcióban is játszott, de idejének nagy részét a szinkron töltötte és tölti ki mind a mai napig.

## Színházi szerepek
Csukás István : Ágacska -Dani Kacsa

| - Dosztojevszkij: Karamazov testvérek....Kolja - Erich Kästner: Emil és a detektívek....Petzold - Keleti: Az ördög három aranyhajszála....Szomjas katona - Bertolt Brecht–Kurt Weill: Koldusopera....Filch/Kimball - Paul Pörtner: Bárki úr....9 karakterszerep - L Bart: Oliver....Kalapárus - Keleti: Pacsuli palota....2. ellenfürkész - Molière: Úrhatnám polgár....Szabósegéd - Jókai Mór: A kőszívű ember fiai....Diák - Csemer-Szakcsi: Bestia....Ficzkó - Boublil-Schönberg: Nyomorultak....Qlaqsu - Miklós-Várkonyi: Sztárcsinálók....Otho | - Móricz Zsigmond-Kocsák-Miklós: Légy jó mindhalálig....Böszörményi - Andrew Lloyd Webber–Rice: Evita....Az Eva Peron alapítvány menedzsere - Webber-Rice: Jézus Krisztus szupersztár....Apostol, Öreg - Braunke-Ács–Várkonyi: Dorian Gray....James Wane - Björn–Ulveaus-Rice: Chess....Walter de Coursey - Boublil-Schöberg- Miklós : Miss Saigon....Tulajdonos - Sondheim: Orgyilkosok....David Harold - Camoletti: Hatan pizsamában....Bertrand - Frenkó–Fényes: Egy szoknya egy nadrág....Sóvári Péter - Kárpáti: A Caligula klán....Ganymedes - Örkény: kulcskeresők...Bolyongó |

## Filmjei

### Játékfilmek
- Peer Gynt (1987)
- Az álommenedzser (1994 )

### Tévéfilmek
- Barátok közt Galambos Róbert 2 epizód
- Uborka (hang)

## Szinkronszerepek

### Sorozatok
- Melrose Place: Matt Fielding - Doug Savant
- Sunset Beach: Mark Wolper - Nick Stabile
- Lois és Clark - Superman legújabb kalandjai: Jimmy Olsen #2 - Justin Whalin (2. hang)
- Bajnokakadémia: Nhon Huong Tran, „Noodle” - Tai Nguyen
- Madison: Kevin Sharpe - Peter Stebbings
- A házasság buktatói - İsmet Açar - Ufuk Özdemir
- Csupa - csupa élet: Patrick Schmole - Jim Boeven
- Star Trek-Voyager: Harry Kim - Garrett Wang
- Teljes bizonyossággal: Neville Watson - Flex Alexander
- Medicopter 117- Légimentők: Sanitäter Peter Berger - Serge Falck  (2. hang)
- Angel: Allen Doyle - Glenn Quinn
- Bűbájos boszorkák: Kyle Brody - Kerr Smith
- Űrbalekok: Harry Solomon - French Stewart
- Jenny: Cooper - Dale Godboldo
- Nyughatatlan Jordan: Dr. Mahesh „Bug” Vijayaraghavensatanaryanamurthy - Ravi Kapoor (Hallmark)
- Az elit alakulat: Robert van Klinken - Ezra Godden
- Agymenők: Barry Kripke - John Ross Bowie
- McLeod lányai: Luke Morgan - Dean O’Gorman
- Eddie a hóbortos hekus: Insp. Monty Pippin - Julian Rhind - Tutt
- Igen, Drágám!: Greg Warner - Anthony Clark
- Az igazság napja: Julian Lodge - Joe Flanigan
- Doktor House: Dr. Robert Chase - Jesse Spencer
- Lángoló Chicago: Matthew Casey - Jesse Spencer
- A liliomlány: Efraín - Abraham Ramos
- Lety, a csúnya lány: Eduardo Mendoza - Carlos de la Mota
- Kórház a város szélén 20 év múlva: Dr. Hynek Klobouk - Radek Zima
- Érzékeny ifjúság: Pierre - Julien Duval
- Baywatch Hawaii: Jason Ioane - Jason Momoa
- Csillagközi romboló: Captain Lee „Apollo” Adama- Jamie Bamber
- 4400: Kyle Baldwin - Chad Faust (2. hang)
- Otthonunk: Dan Baker - Tim Campbell
- Agykontroll: Dr. Tom Flores - Armando Riesco
- Bostoni halottkémek: Dr. Mahesh „Bug” Vijayaraghavensatanaryanamurthy - Ravi Kapoor  (TV2)
- Testvérek: Tommy Walker - Balthazar Getty
- Raboljuk ki Mick Jaggert!: Louis Plunk - Josh Grisetti
- Két pasi- meg egy kicsi: Alan Harper - Jon Cryer
- Halott ügyek: Det. Len Harper - Matthew Bennett
- Esti meccsek: Jeremy Goodwin - Joshua Malina
- Eli Stone: Matt Dowd - Sam Jaeger
- Smallville: Greg Arkin - Chad Donella
- Clara Sheller: JP - Frédéric Diefenthal
- Clara Sheller: JP - Patrick Mille
- The Good Wife - A férjem védelmében: Louis Canning - Michael J Fox (TV2)
- Natalia Del Mar: Octavio - Adrián Delgado
- Hello Ladies: Stephen Merchant
- Grand Hotel: Javier - Eloy Azorin
- Jamie privat school girl: Jamie - Chris Lilley
- Szünidei napló: Micha - Aki Avni
- Bizaardvark: Liam
- Modern család: Mitch Prichett
- Orgyilkos osztály: Skorpió Mészáros
- Veszélyes Henry: Schwoz Schwartz
- Family Guy: új Brian
- Boba Fett könyve: Főudvarmester - David Pasquesi
- A mentalista (S02E11): L. J. Cordova
- A nevem Earl: Pierre - Ernie Grunwald

### Film szinkronszerepei
| Cím                                        | Év        | Szerep                   | A szinkronizált színész |
| ------------------------------------------ | --------- | ------------------------ | ----------------------- |
| Vámpírok bálja                             | 1967      | Alfred                   | Roman Polański          |
| Piszkos Harry                              | 1971      | Skorpió                  | Andrew Robinson         |
| A kukorica gyermekei 2. – A végső áldozat  | 1992      | Mordechai                | Ted Travelstead         |
| Scooby-Doo – A nagy csapat                 | 2002      | Norville "Bozont" Rogers | Matthew Lillard         |
| Scooby-Doo 2. – Szörnyek póráz nélkül      | 2004      | Norville "Bozont" Rogers | Matthew Lillard         |
| Télapu 3.                                  | 2006      | Jack Frost               | Martin Short            |
| Ki voltál, lányom                          | 2006      | Chris Pine               |                         |
| Pokoli Hajsza (The Objective)              | 2008      | Benjamin Keynes          | Jonas Ball              |
| Scooby-Doo! Az első rejtély                | 2009      | Norville "Bozont" Rogers | Nick Palatas            |
| Scooby-Doo és a tavi szörny átka           | 2011      | Norville "Bozont" Rogers | Nick Palatas            |
| South Park – Nagyobb, hosszabb és vágatlan | 2010      | Butters Stoch            | Matt Stone              |
| Kedves Prudence! Otthon Prudence-szel      | 2011      | Michael Merchant         | Adam Kaufman            |
| Lego Batman: A film                        | 2013      | Joker                    | Christopher Corey Smith |
| Lego Batman: A film                        | 2013      | Pingvin                  | Steven Blum             |
| Scooby-Doo! Rejtély a bajnokságon          | 2014      | Norville "Bozont" Rogers | Matthew Lillard         |
| Mulholland – Gyilkos negyed                | 1996      | Jimmy Fields             | Andrew McCarthy         |
| Doktor House                               | 2004-2012 | Dr. Robert Chase         | Jesse Spencer           |
| Imperium: Augustus                         | 2003      | Iullus Antonius          | Juan Diego Botto        |

### Rajzfilmsorozatok
- A 7T: Hapci
- A hosszúlábú apu: Jervis Pendleton
- Angyali keresztszülők: Denzel Crocker
- Gumball csodálatos világa: Rob (3-5. évad)
- Madagaszkár pingvinjei: Rico
- Scooby-Doo (összes évad): Norville 'Bozont' Rogers
- Chowder: Mellékszereplők
- Jaj, Borzas Brumi Brancs!: Csuti
- Maci Laci kincset keres: Bubu (2. évadban)
- A nyomorultak: Marius Pontmercy
- Billy és Mandy kalandjai a Kaszással: Billy
- South Park: Leopold 'Butters' Stotch-Matt Stone (2. hang)
- Animánia: Yakko Warner-Rob Paulsen
- Szippancsok: Ficsúr
- X-Men: Evolúció: Árnyék
- Jack, a kalóz: Büdi
- Felspannolva: Andrew "Bummer" Baumer
- Phineas és Ferb: Albert
- A Lármás család: Howard McBride
- Totál Dráma Sziget: Ezekiel (27. rész)
- Kick Buttowski - A külvárosi fenegyerek: Kick Buttowski
- A Garfield-show: Cincin
- Kedvenc Kommandó: Pepe
- S.T.R.A.M.M. – A kém kutya: Keswick
- Mia és én - Phuddle
- Texas királyai - Kahn
- Mixelek: Niksput, Mixadel
- Randy Cunningham: Kilencedikes nindzsa - Dr/Tudós
- Az Oroszlán őrség - Chungu
- Transformers: Prime: Hardshell
- Transformers: Robots in Disguise: Quillfire (1. hang), Springload (1. hang)
- Danny Phantom: Vlad Masters

### Anime/Rajzfilm
- A Bosco léghajó kalandjai: Nyesi
- Megaagy: Talpnyali
- A halott menyasszony: Kukac - Enn Reitel
- A kertvárosi gettó: Riley Freeman - Regina King (angol)
- A róka és a kutya: Dinky - Richard Bakalyan
- Alvin és a mókusok kalandjai a farkasemberrel: Mr. Rochelle - Rob Paulsen
- Anasztázia: Bartek, a denevér - Hank Azaria
- Avatár – Aang legendája: Bato - Richard McGonagle (15. epizód)
- Bartek, a varázslatos: Bartek, a denevér - Hank Azaria
- Billy és Mandy nagy kalandja a Mumussal: Billy/Billybot/Idős Billy/Chippy, a mókus - Richard Steven Horvitz
- Bionicle: A fényálarc - Lewa Nuva - Dale Wilson
- Bleach: Oomaeda Marechiyo - Souto Kashii (japán) - Lex Lang (angol)
- Blood+: Nathan Mahler - Keiji Fujiwara (japán) - Wally Wingert (angol)
- Cápamese: Bernie - Doug E. Doug
- Death Note – A halállista: angoltanár (1. epizód) - Yasunori Matsutani (japán-ep.1) - Brian Dobson (angol-ep.1 - 2)
- Digimonok: Tai Kamiya - Toshiko Fujita (japán) - Joshua Seth (angol)
- Eszeveszett birodalom 1-2: Kuczo király (Mesélő) - David Spade
- Garfield és a valós világ: Kósza
- Hot Wheels AcceleRacers: Mitchell „Monkey” McClurg
- Hófehérke 2. – Boldogan éltek, míg meg nem haltak: Bőregér - Frank Welker
- Húsvéti Maci Laci: Bubu - Don Messick
- Jégkorszak: További szinkronhang
- Kis Vuk: Tupi
- Lecsó: Emile
- III. Lupin: Cagliostro kastélya: Jodo - Nagai Ichirou (japán) - Richard Barnes (angol)
- Méz és lóhere: Mayama Takumi - Tomokazu Sugita (japán) - Cam Clarke (angol)
- Naruto (Animax-változat): Kabuto Yakushi - Nobutoshi Canna (japán) - Henry Dittman (angol)
- Robotok: Tim, a kapuőr - Paul Giamatti
- Scooby-Doo a zombik szigetén Norville „Bozont” Rogers - Billy West
- Scooby-Doo és az idegen megszállók - Norville „Bozont” Rogers - Scott Inness
- Scooby-Doo és a virtuális vadászat - Norville „Bozont” Rogers - Scott Inness
- Scooby-Doo és a mexikói szörny - Norville „Bozont” Rogers - Casey Kasem
- Scooby-Doo! Kalózok a láthatáron! - Norville „Bozont” Rogers - Casey Kasem
- Aloha, Scooby-Doo - Norville „Bozont” Rogers - Casey Kasem
- Scooby-Doo és a Koboldkirály - Norville „Bozont” Rogers - Casey Kasem
- Scooby-Doo és a vámpírok legendája - Norville „Bozont” Rogers - Casey Kasem
- Scooby-Doo! Abrakadabra! - Norville „Bozont” Rogers - Matthew Lillard
- Scooby-Doo! Rettegés a táborban! - Norville „Bozont” Rogers - Matthew Lillard
- Scooby-Doo és a fantoszaurusz rejtélye - Norville „Bozont” Rogers - Matthew Lillard
- Scooby-Doo és a Boo-bratyók - Norville „Bozont” Rogers - Casey Kasem
- Scooby-Doo és a kezelhetetlen vérfarkas - Norville „Bozont” Rogers - Casey Kasem
- Scooby-Doo Hollywoodba megy - Norville „Bozont” Rogers - Casey Kasem
- Scooby-Doo és az 1001 éjszaka/és az Arábiai Lovagok - Norville „Bozont” Rogers - Casey Kasem
- Soul Eater – Lélekfalók : Asura „Démonisten” - Toshio Furukawa (japán) - Chris Patton (angol)
- Star Wars: Látomások: Geezer - Kōsuke Gotō (japán) - Bobby Moynihan (angol)
- Super Mario Kalandjai: Super Luigi
- Szörnyek az űrlények ellen: További szinkronhang
- Tokiói keresztapák: További szinkronhang
- Vampire Knight + Vampire Knight Guilty: Aidou Hanabusa - Fukuyama Jun (japán) - Bryce Papenbrook (angol)

Tizenháromszor szinkronizálta Casey Kasemet a Scooby-Doo mozifilmekben a „Bozont” szerepét.
- Scooby-Doo Hollywoodba megy (1979)
- Scooby-Doo és a Boo bratyók (1987)
- Scooby-Doo és a kezelhetetlen vérfarkas (1988)
- Scooby-Doo és az 1001 éjszaka (1994)
- Scooby-Doo és a vámpír legendája (2003)
- Scooby-Doo és a mexikói szörny (2003)
- Scooby-Doo és a Loch Ness-i szörny (2004)
- Aloha, Scooby-Doo (2005)
- Scooby-Doo - A múmia átka (2005)
- Scooby-Doo - Kalózok a láthatáron (2006)
- Scooby-Doo és a hószörny (2007)
- Scooby-Doo és a Koboldkirály (2008)
- Scooby-Doo és a szamuráj kardja (2009)

Háromszor szinkronizálta Scott Innest:
- Scooby-Doo és a boszorkány szelleme (1999)
- Scooby-Doo és az idegen megszállók (2000)
- Scooby-Doo és a vírtuális vadászat (2001)

- Volt egyszer egy stúdió (2023): Kuzco - David Spade (archív felvétel)